# Motor de moviment alternatiu

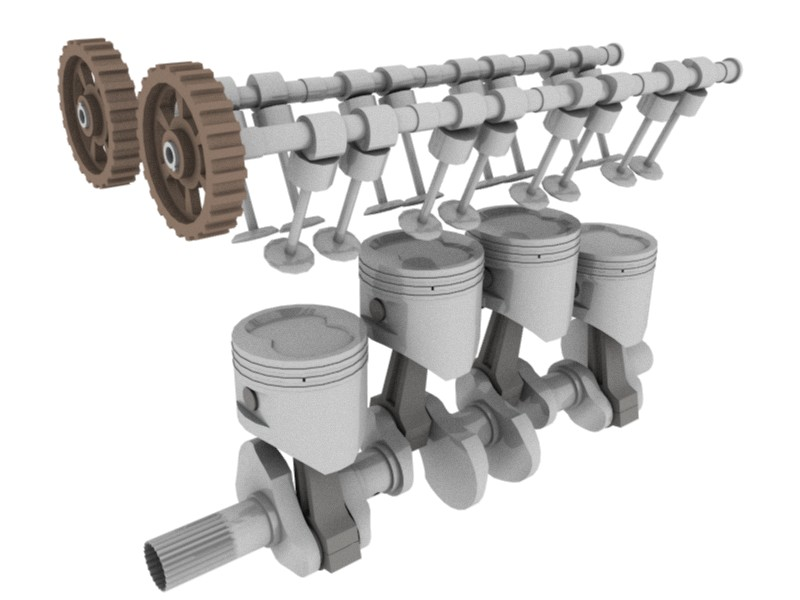
Renderitzat d'un motor de combustió interna alternatiu, de quatre cilindres en línia i doble arbre de lleves en cap(DOHC). En aquesta imatge només es veuen els pistons, les bieles, el cigonyal, els arbres de lleves i les vàlvules. El bloc de cilindres, el càrter, la seva tapa i la culata de cilindres no es mostren.

Els  motors de combustió interna alternatius, vulgarment coneguts com a motors d'explosió (gasolina) i motors dièsel, són motors tèrmics en els quals els gasos resultants d'un procés de combustió empenyen un èmbol o pistó, desplaçant a l'interior d'un cilindre i fent girar un cigonyal, obtenint finalment un moviment de rotació.
El funcionament cíclic d'aquests motors implica la necessitat de substituir els gasos de la combustió per nova barreja d'aire i combustible a l'interior del cilindre, aquest procés s'anomena renovació de la càrrega.

## Classificació
Els motors esmentats es poden classificar de la següent manera:

### Segons la forma de provocar la Ignició o encesa de la mescla
- Mitjançant encès provocat: Són els de cicle Otto o de gasolina.
- Mitjançant encesa per compressió: Són els de cicle Dièsel

### Segons la forma de fer la renovació de la càrrega

Motor de quatre temps de gasolina, DOHC.

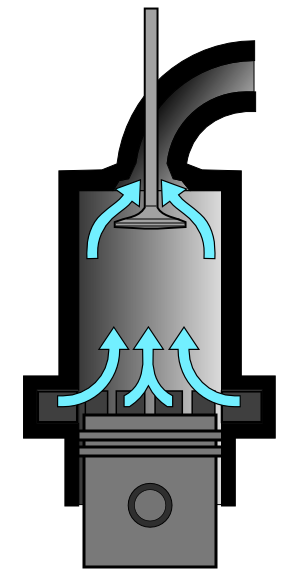
Renovació de la càrrega en un dièsel 2T

- Cicle de quatre temps, o  4T  en què el cicle de treball es completa en quatre curses de l'èmbol i dues voltes del cigonyal. En aquests motors, la renovació de la càrrega es controla mitjançant l'obertura i tancament de les vàlvules d'admissió i escapament.
- Cicle de dos temps, o  2T  el cicle de treball es completa en dues carreres de l'èmbol i una volta del cigonyal. La renovació de la càrrega s'aconsegueix per  escombrat , en desplaçar la nova barreja els gasos de la combustió prèvia, sense la necessitat de vàlvules, (en els dièsel porta d'escapament), ja que és ara el mateix èmbol el qual amb el seu moviment descobreix les lluernes d'admissió i escapament (només cicle Otto) regulant el procés.

## Aplicacions
Existeixen variants dels dos cicles tant en dièsel com en gasolina, tenint cadascun el seu àmbit d'aplicació.
- 2T gasolina: va tenir gran aplicació en les motocicletes, motors d'ultralleugers (ULM) i motors marins fora-borda fins a una certa cilindrada, havent perdut molt terreny en aquest camp per les normes anti-contaminació. Només motors molt petits com motoserres i petits grups electrògens segueixen portant.
- 4T gasolina: domina en les aplicacions en motocicletes de totes les cilindrades, automòbils, aviació esportiva i fora borda.
- 2T dièsel: domina en les aplicacions navals de gran potència, fins a 100000 CV avui dia, tracció ferroviària. En el seu dia es va usar en aviació amb cert èxit.
- 4T dièsel: domina en el transport terrestre, automòbils, aplicacions navals fins a una certa potència. Comença a aparèixer en l'aviació esportiva.

Motor en línia

### Disposició constructiva

Motor en estrella

- Per la disposició de cilindres: Les formes comunes de disposició dels cilindres són en Motor en V i en línia, amb un nombre de cilindres variable en funció de la cilindrada total del motor. També hi ha la disposició en boxer o disposició oposada, corrent en algunes marques d'automòbil com Porsche, Subaru, i la més freqüent en aviació esportiva i general fins a una certa potència. Han existit altres configuracions, el motor rotatiu (en el qual el cigonyal roman fix i gira el bloc de cilindres sencer al seu voltant), molt usat en els inicis de l'aviació com la disposició a "X", en "H", en "U" i a "W", a més del motor en "estrella", molt freqüent en aviació general, comercial i militar fins a l'aparició del motor de reacció.
- En els motors de 4 temps, per la disposició de la distribució, l'arbre de lleves i les vàlvules: Motors SV, OHV, SOHC, DOHC.

### Cares actives del pistó
Els motors comuns tenen una única cara activa (motors de simple efecte), ja que només la cara superior del pistó està en contacte amb el fluid motor (barreja carburador i gasos de combustió), de manera que l'efecte útil es produeix sempre en el mateix sentit, durant la carrera descendent del pistó. En canvi, en els motors de doble efecte, les dues cares del pistó són actives, produint efecte útil a les dues curses del pistó.

### Pressió d'admissió
Els motors atmosfèrics són aquells en els quals la pressió en l'admissió és l'atmosfèrica (o una mica menor), a diferència dels sobrealimentats, en què la pressió d'admissió és superior a l'atmosfèrica, per al que s'empra un compressor (generalment turbocompressor). Els motors sobrealimentats s'empren cada vegada més, ja que mantenint la mida del motor (pes) proporcionen major potència. Addicionalment, en independitzar el motor de la pressió atmosfèrica exterior, s'aconsegueix pal·liar la pèrdua de rendiment en treballar a gran alçada. En tot cas convé evitar en els motors de Cicle Otto el fenomen de la Detonació (motor alternatiu).

## Avantatges i inconvenients
Les principals  avantatges  d'aquests motors, que han motivat el seu gran desenvolupament són:
- L'ús de combustibles líquids, de gran poder calorífic, el que proporciona elevades potències i àmplia autonomia. Aquests combustibles són principalment la gasolina en els motors Otto i el gasoil o dièsel en els motors dièsel, encara que també s'usen combustibles gasosos com l'hidrogen molecular, el metà o el propà.
- Rendiments acceptables, encara que rarament sobrepassen el 50% (s'ha de tenir en compte que rendiments del 100% són impossibles, veure cicle de Carnot).
- Ampli camp de potències, des de 0,1 kW fins a més de 30 MW, el que permet la seva ocupació en l'alimentació de màquines manuals petites així com grans motors marins.

No obstant això, aquests motors no estan exempts d'inconvenients, entre els quals cal assenyalar:
- Combustible emprat. Aquests motors estan alimentats en la seva majoria (encara que existeixen desenvolupaments alternatius) per gasolina o dièsel, dos derivats del petroli que és un recurs no renovable, a més de patir el seu preu fluctuacions de consideració.
- Contaminació. Els gasos de la combustió d'aquests motors són els principals responsables de la contaminació a les ciutats (juntament amb les calefaccions de combustibles fòssils), el que dona lloc a episodis aguts de contaminació local com el smog fotoquímic i contribueix de manera important en fenòmens globals com l'efecte hivernacle i el consegüent canvi climàtic.
- Sonoritat, els motors Otto estan sotmesos a vibracions violentes que provoquen situacions de sonoritat elevada, superior als 120dB, per tant han de tenir instal·lats silenciadors que en rebaixen el rendiment.

En algunes aplicacions, el motor alternatiu s'ha substituït amb èxit per una turbina, i s'han comercialitzat ja automòbils elèctrics, si bé amb autonomia limitada a causa del pes de les bateries, i solars. El principal handicap d'aquests dos últims sistemes és que les prestacions del vehicle són notablement inferiors a les proporcionades per un motor de combustió interna alternatiu, pel que la seva demanda és molt reduïda.

## Camp d'aplicació
Són els motors utilitzats amb més freqüència en aplicacions autònomes (independents de la xarxa elèctrica) emprant-se en els automòbils, motos i ciclomotors, camions i altres vehicles terrestres, incloent maquinària d'obres públiques, maquinària agrícola i ferrocarril, també són d'aquest tipus els motors marins, inclosos els petits motors forabord. Igualment van ser emprats en els inicis de l'aviació, si bé amb posterioritat han estat substituïts per motors a turbina (turbohèlice o turboreactors) amb millor consum específic d'empenyiment, mantenint-se només en petits motors.
En aplicacions estacionàries, s'empren en grups generadors d'energia elèctrica, normalment d'emergència, entrant en funcionament quan falla el subministrament elèctric, i per l'accionament de màquines diverses en els àmbits industrial (bombes, compressors, etc.) i rural (tallagespa, serres mecàniques, etc.) generalment quan no es disposa d'alimentació elèctrica.